# AcroCap

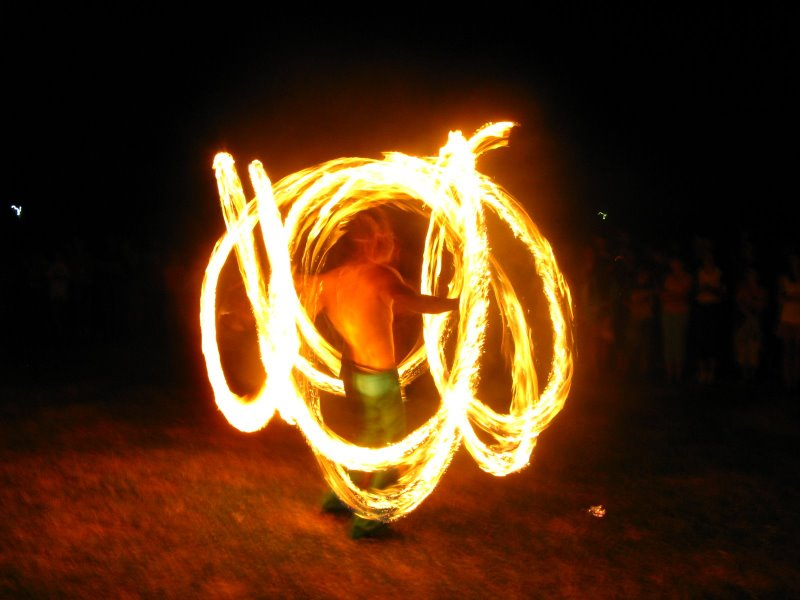
Bemutató Romániában (2008)

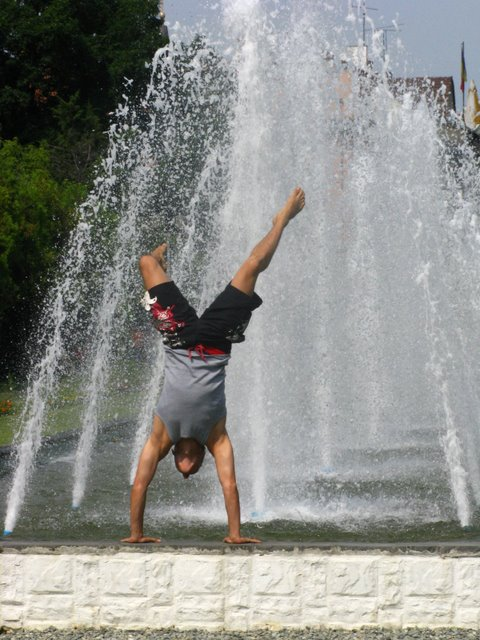
Bemutató Romániában (2008)

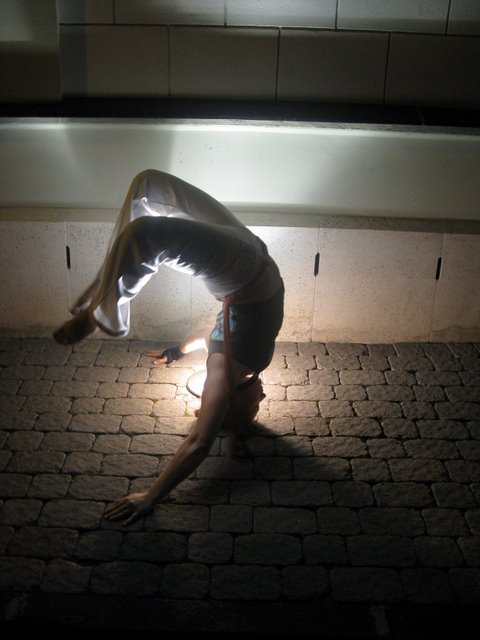
Bemutató Veszprémben (2008)

Az AcroCap az akrobatika, capoeira, karate, szertorna, japán Shihō-Nage (dobástechnika négy irányban), azaz több sportág elemeiből alakuló önálló sportág. Jelenleg Magyarországon legintenzívebben az ACROCAP Sportcsoport műveli. Dél-Amerikában, Ázsiában, Afrikában művelnek hasonló sportágakat, de az Európai Unió Magyarországtól nyugatra eső területein és az USA-ban is ismerik.
Az olimpián nem szerepel ez a sportág.

## Az ACROCAP Sportcsoport
Az ACROCAP sportcsoport 2006-ban alakult Dömsödi Ferenc testnevelő, capoeira és torna edző vezetésével. Cél egy olyan sportág létrehozása, melynek rendszeres gyakorlásával a test érzékelése, az izmok irányítása, és önmagunk megismerése rövid időn belül elérhető, mindez a lehetséges sérülések lehető legkisebb kockázata mellett, a lehető legesztétikusabb és leglátványosabb módon, ráadásul kimagaslóan jó hangulatban.
Mozgáskultúráját tekintve a karate precizitásának, a torna mozgásanyagának és a capoeira szabadságának ötvözése tapasztalható, melyek összessége mindeddig ritkán látott magasságokba emeli az esztétikum, hangulat és látvány színvonalát.

Az edzéseken mindazon sportolni vágyók részt vehetnek, bármilyen előképzettség és testalkati kikötés nélkül, akik szeretnének tenni egészségük megtartásáért, akik szeretnének minőségi munka által újabbnál újabb látványos, esztétikus mozdulatokat tanulni, és  egymást építő társaság tagjai lenni.

## Galéria

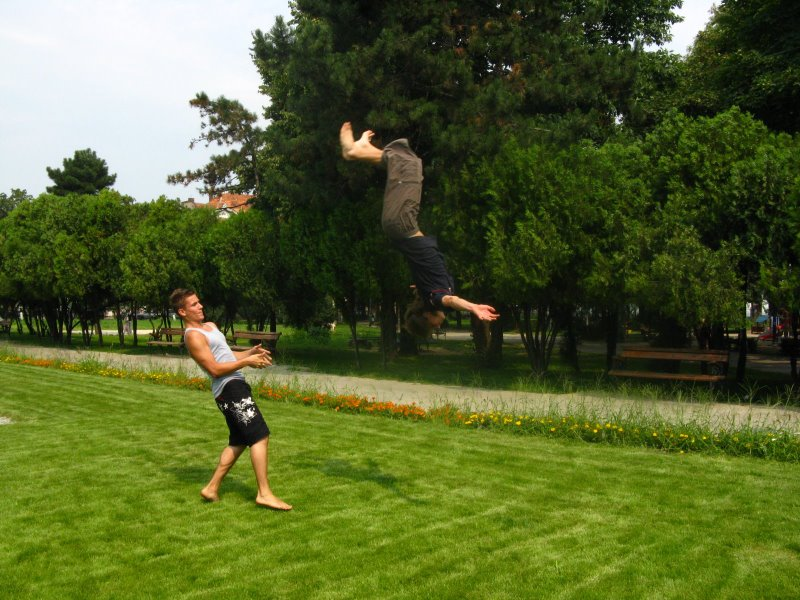
Bemutató Romániában II. (2008)
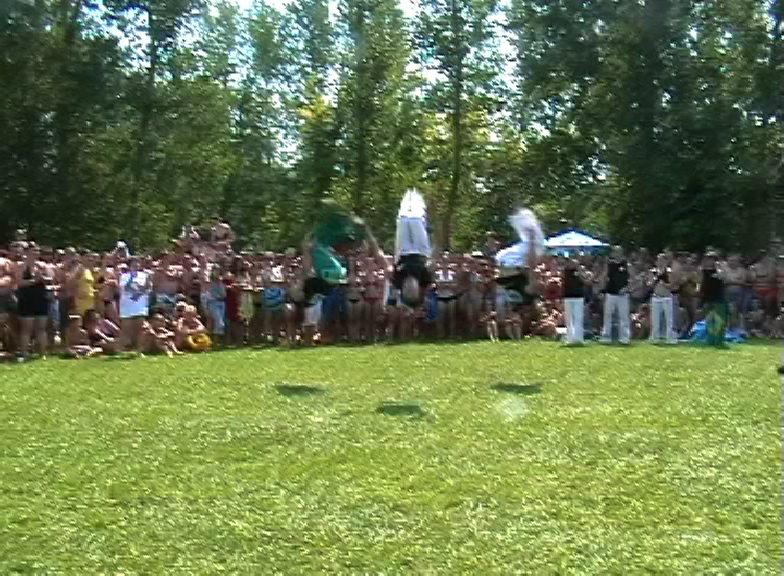
Bemutató Kiskunmajsán V. (2008)
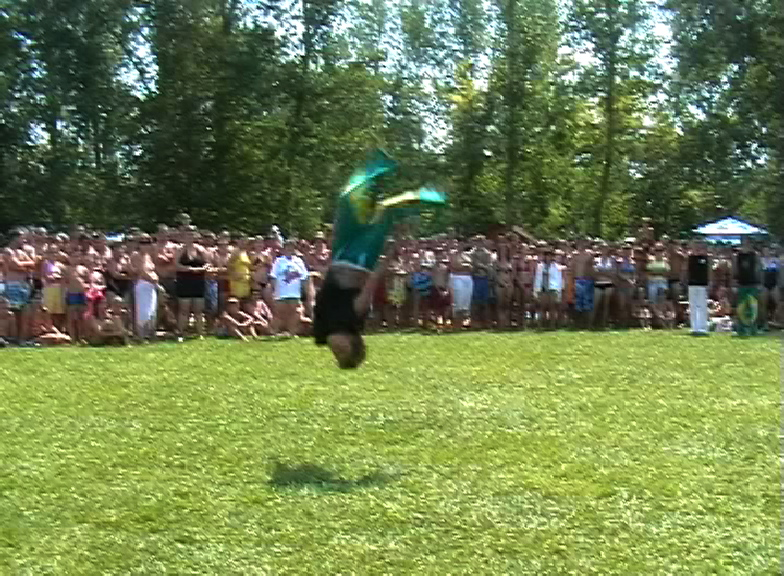
Bemutató Kiskunmajsán (2008)
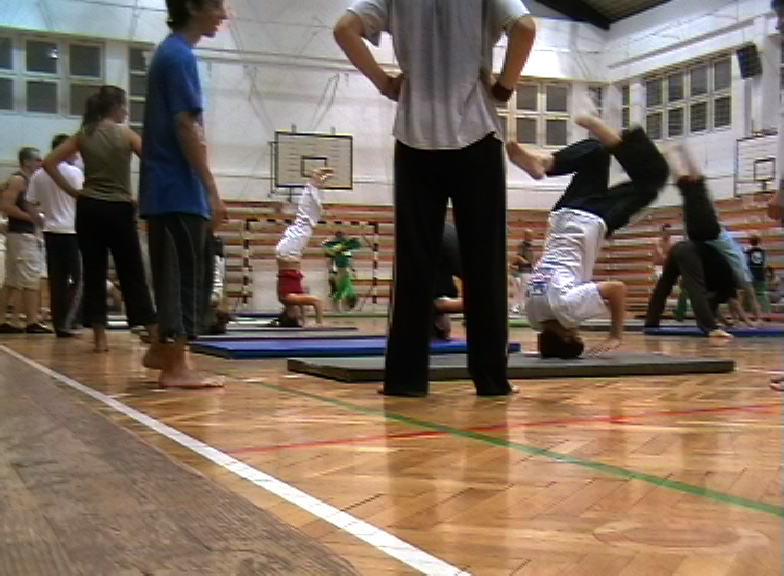
Edzés Szegeden (2008)